# Macedoniusz II (patriarcha Konstantynopola)
Macedoniusz II, gr. Μακεδόνιος Β΄ (zm. ok. 517) – patriarcha Konstantynopola w latach 496–511.  

## Życiorys
Sprawował urząd patriarchy od lipca 496 do 11 sierpnia 511 r. Został wygnany. 